# Anax nigrofasciatus
Anax nigrofasciatus är en trollsländeart. Anax nigrofasciatus ingår i släktet Anax och familjen mosaiktrollsländor. IUCN kategoriserar arten globalt som livskraftig.

## Underarter
Arten delas in i följande underarter:
- A. n. nigrofasciatus
- A. n. nigrolineatus